# Cabussó gros
El cabussó gros (Podiceps major) és una espècie d'ocell de la família dels Podicipèdids (Podicipedidae) que habita llacs, rius i estuaris de la costa del Perú, Xile, Argentina. Paraguai, Uruguai i zona limítrofa del sud del Brasil.